# Montmorency—Charlevoix—Haute-Côte-Nord
Pour les articles homonymes, voir Montmorency, Charlevoix (homonymie) et Côte Nord.

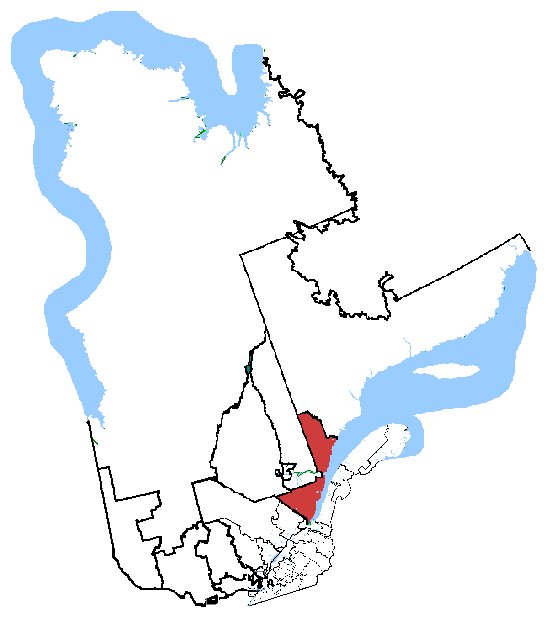
Carte de Montmorency—Charlevoix—Haute-Côte-Nord.

Montmorency—Charlevoix—Haute-Côte-Nord (initialement connue sous le nom de Charlevoix—Montmorency) est une ancienne circonscription électorale fédérale canadienne située au Québec existant entre 2003 et 2013 — dates des décrets de représentation électorale — et représentée à la Chambre des communes de 2004 à 2015. Elle est remplacée, pour sa plus grande partie, par Beauport—Côte-de-Beaupré—Île d'Orléans—Charlevoix, tandis que sa partie nord-est est rattachée à la circonscription de Manicouagan.

## Description
La circonscription, qui longe la rive nord du fleuve Saint-Laurent au nord-est de Québec de part et d'autre de la rivière Saguenay, chevauche les régions québécoises de la Capitale-Nationale et de la Côte-Nord. Elle comprend les municipalités régionales de comté (MRC) de Charlevoix, Charlevoix-Est, La Côte-de-Beaupré, L'Île-d'Orléans, ainsi qu'une partie de l'arrondissement Beauport de la ville de Québec.
Les circonscriptions limitrophes sont Beauport—Limoilou, Portneuf—Jacques-Cartier, Saint-Maurice—Champlain, Roberval—Lac-Saint-Jean, Chicoutimi—Le Fjord, Manicouagan, Haute-Gaspésie—La Mitis—Matane—Matapédia, Rimouski-Neigette—Témiscouata—Les Basques, Montmagny—L'Islet—Kamouraska—Rivière-du-Loup et Lévis—Bellechasse.
Elle compte 89 257 habitants, dont 74 190 électeurs, sur une superficie de 24 012 km².

## Historique
La circonscription de Montmorency—Charlevoix—Haute-Côte-Nord est apparue pour la première fois en 2004 comme nouveau nom de la circonscription de Charlevoix—Montmorency, laquelle venait d'être recréée l'année précédente. Le député lors du changement de nom était Michel Guimond, représentant le Bloc québécois.
Elle est représentée lors des élections fédérales de 2006, de 2008 et de 2011. En 2013, elle est remplacée par Charlevoix—Montmorency (bientôt renommée Beauport—Côte-de-Beaupré—Île d'Orléans—Charlevoix) et par une partie de Manicouagan.
| Nom | Nom               | Parti                      | Mandat(s)       |
| --- | ----------------- | -------------------------- | --------------- |
|     | Michel Guimond    | Bloc québécois             | 2006–2008 –2011 |
|     | Jonathan Tremblay | Nouveau Parti démocratique | 2011–2015       |

## Résultats électoraux
|       | Candidat                 | Parti          | # de voix | % des voix |
|       | Michel-Éric Castonguay   | Conservateur   | +09 660,  | 20,5 %     |
|       | (sortant) Michel Guimond | Bloc québécois | +16 425,  | 34,85 %    |
|       | Robert Gauthier          | Libéral        | +02 628,  | 5,58 %     |
|       | Jonathan Tremblay        | NPD            | +17 601,  | 37,35 %    |
|       | François Bédard          | Vert           | +00814,   | 1,73 %     |
| Total | Total                    | Total          | 47 128    | 100 %      |

|       | Candidat                 | Parti          | # de voix | % des voix |
|       | Guy-Léonard Tremblay     | Conservateur   | +11 789,  | 27,35 %    |
|       | (sortant) Michel Guimond | Bloc québécois | +21 068,  | 48,88 %    |
|       | Robert Gauthier          | Libéral        | +05 769,  | 13,38 %    |
|       | Jonathan Tremblay        | NPD            | +03 332,  | 7,73 %     |
|       | Jacques Legros           | Vert           | +01 147,  | 2,66 %     |
| Total | Total                    | Total          | 43 105    | 100 %      |